# Campeonato Potiguar 1998
In 1998 werd het 79ste Campeonato Potiguar gespeeld voor voetbalclubs uit de Braziliaanse staat Rio Grande do Norte. De competitie werd gespeeld van 1 februari tot 30 mei en werd georganiseerd door de Federação Norte-rio-grandense de Futebol. Er werden twee toernooien gespeeld, omdat ABC beide won was er geen finale om de titel meer nodig.

## Eerste toernooi
| Plaats | Club                | Wed. | W | G | V | Saldo | Ptn. |
| ------ | ------------------- | ---- | - | - | - | ----- | ---- |
| 1.     | ABC                 | 10   | 7 | 1 | 2 | 19:9  | 22   |
| 2.     | América de Natal    | 10   | 6 | 2 | 2 | 23:7  | 20   |
| 3.     | Baraúnas            | 10   | 4 | 5 | 1 | 11:8  | 17   |
| 4.     | Potiguar de Mossoró | 10   | 2 | 3 | 5 | 8:13  | 9    |
| 5.     | Areia Branca        | 10   | 2 | 2 | 6 | 9:19  | 8    |
| 6.     | Alecrim             | 10   | 2 | 1 | 7 | 7:21  | 7    |

|  | Winnaar, geplaatst voor finale |

## Tweede toernooi
| Plaats | Club                | Wed. | W | G | V  | Saldo | Ptn. |
| ------ | ------------------- | ---- | - | - | -- | ----- | ---- |
| 1.     | ABC                 | 10   | 6 | 3 | 1  | 22:11 | 21   |
| 2.     | América de Natal    | 10   | 4 | 5 | 1  | 21:11 | 17   |
| 3.     | Potiguar de Mossoró | 10   | 4 | 4 | 2  | 14:11 | 16   |
| 4.     | Alecrim             | 10   | 4 | 2 | 4  | 14:15 | 14   |
| 5.     | Baraúnas            | 10   | 3 | 4 | 3  | 10:10 | 13   |
| 6.     | Areia Branca        | 10   | 0 | 0 | 10 | 6:29  | 0    |

|  | Winnaar, geplaatst voor finale |

## Totaalstand
| Plaats | Club                | Wed. | W  | G | V  | Saldo | Ptn. |
| ------ | ------------------- | ---- | -- | - | -- | ----- | ---- |
| 1.     | ABC                 | 20   | 13 | 4 | 3  | 41:20 | 43   |
| 2.     | América de Natal    | 20   | 10 | 7 | 3  | 44:18 | 37   |
| 3.     | Baraúnas            | 20   | 7  | 9 | 4  | 21:18 | 30   |
| 4.     | Potiguar de Mossoró | 20   | 6  | 7 | 7  | 22:24 | 25   |
| 5.     | Alecrim             | 20   | 6  | 3 | 11 | 21:36 | 21   |
| 6.     | Areia Branca        | 20   | 2  | 2 | 16 | 15:48 | 8    |

|  | Kampioen   |
|  | Degradatie |

## Kampioen
| Campeonato Potiguar de 1998 |
| Rio Grande do Norte         |
| --------------------------- |
| ABC Kampioen (45° titel)    |